# Mihai Netea
Mihai Gheorghe Netea (Cluj-Napoca 25 december 1968) is een Roemeens-Nederlands hoogleraar experimenteel interne geneeskunde aan het Radboudumc.

## Biografie
Netea studeerde medicijnen in zijn geboortestad Cluj-Napoca, Roemenië. Hij voltooide zijn promotie aan de Katholieke Universiteit Nijmegen (Radboud) op een onderzoeksstudie naar cytokinenetwerk in sepsis. Na als postdoc gewerkt te hebben aan de Universiteit van Colorado keerde hij terug naar Nijmegen waar hij zijn klinische opleiding voltooide met als specialisatie infectieziektes. In 2008 werd hij benoemd tot hoogleraar en afdelingshoofd experimentele interne geneeskunde.
Aan het Radboud UMC voert Netea onder ander onderzoek uit naar de wijze waarop het immuunsysteem van het menselijke lichaam micro-organismen herkent en uitschakelt. Dit moet uiteindelijk leiden tot betere behandelmethodes van infectieziektes en de ontwikkeling van nieuwe vaccinaties tegen bijvoorbeeld ziektes als malaria. In 2016 behoorde Netea tot de groep van vier winnaars van de Spinozapremie.